# Owsowe
Owsowe (Aveneae Dumort.) – jedno z plemion wyróżniane w obrębie rodziny wiechlinowatych (Poaceae). W popularnej w XX wieku klasyfikacji bazującej na systemie Wettsteina z 1935 jedno z 12 plemion wyróżnianych w tej rodzinie. Podział oparty był na budowie morfologicznej kłosków. We współczesnej klasyfikacji traw rodzaje tu zaliczane włączane są do różnych podplemion w obrębie plemienia Poeae i podrodziny wiechlinowych Pooideae.

## Morfologia
KwiatyRozpierzchła wiecha złożona z dwu- i wielokwiatowych kłosków ujętych w dwie duże plewy osłaniające cały kłosek. Plewki krótsze od plew z ością na grzbiecie, często zgiętą i skręconą.

## Systematyka
Jedno z 12 plemion wyróżnianych w XX wieku w klasyfikacji rodziny wiechlinowatych (Poaceae) na bazie systemu Wettsteina z 1935.
Przykładowe rodzaje
- kłosówka Holcus
- konietlica Trisetum
- owies Avena
- owsiczka Helictotrichon
- rajgras Arrhenatherum
- śmiałek Deschampsia
- szczotlicha Corynephorus